# Università Nazionale del Lesotho
L'Università Nazionale del Lesotho è un'università pubblica situata a Roma, in Lesotho. È la principale università del paese, nonché la più antica.

## Storia

### Collegio Universitario Cattolico Pio XII (1945-1964)
L'Università Nazionale del Lesotho venne fondata nel Basutoland l'8 aprile 1945, in un edificio a Roma dalla Gerarchia Cattolica Romana dell'Africa Meridionale e su decisione del Sinodo dei Vescovi Cattolici dell'Africa del Sud. Originariamente l'istituto era chiamato Collegio Universitario Cattolico Pio XII e il suo scopo era fornire un'educazione cattolica agli studenti africani. Poiché la prima sede dell'istituto era temporanea, a un anno dalla fondazione, nel 1946, si trasferì nella sede odierna, su un terreno di 52 acri. Nel 1950 il collegio divenne proprietà della Congregazione degli Oblati di Maria Immacolata.
L'importanza e l'estensione fisica del collegio crebbero in modo esponenziale nella seconda metà degli anni cinquanta, quando l'università del Sudafrica (UNISA), il 27 settembre 1954, ne riconobbe il valore accademico conferendo all'istituto lo status di Collegio Associato. Per questo le domande di iscrizione da parte degli studenti africani aumentarono sempre di più.

### Università del Basutoland, Protettorato di Bechuanaland e Swaziland (1964-1966)
Il 1º gennaio 1964 il nome del collegio venne cambiato in Università indipendente e aconfessionale del Basutoland, Protettorato del Bechuanaland e Swaziland (UBBS), su concessione di Elisabetta II. Nonostante la perdita dell'identità cattolica dell'università, la stessa sovrana permise ai Padri Oblati di mantenere comunque uno stretto rapporto con l'istituto, lavorando come insegnanti e abitando nella sede dell'ex-Collegio Pio XII.

### Università del Botswana, Lesotho e Swaziland (1966-1975)

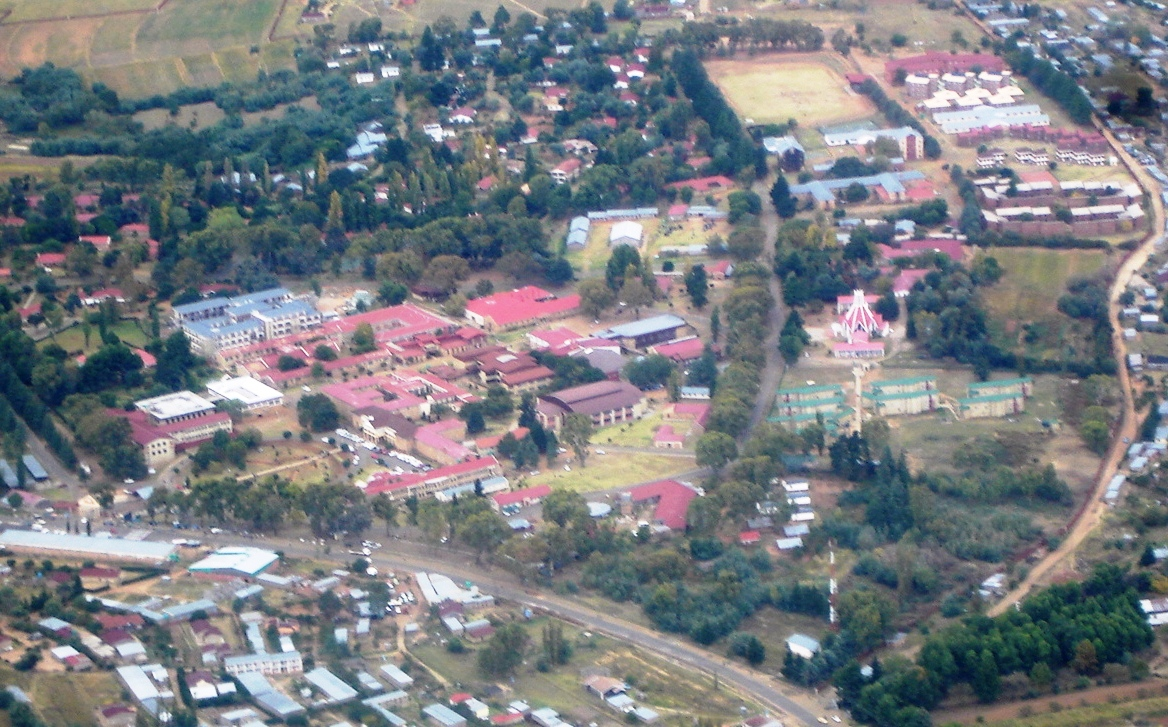
Veduta panoramica dell'università

Dopo l'indipendenza del Bechuanaland e del Basutoland dal Regno Unito, i due paesi cambiarono nome negli attuali Botswana e Lesotho. Per questo anche l'università cambiò il suo nome, divenendo l'Università del Botswana, Lesotho e Swaziland. Al 1974 nell'università furono presenti cinque facoltà, 11 corsi di certificati e quattro corsi post laurea, che sono cresciuti nel tempo.

### Università Nazionale del Lesotho (1975)
Il 20 ottobre 1975 l'università cambiò il suo nome in quello attuale, avviando una scissione dal Botswana e dallo Swaziland per favorire l'indipendenza dei tre paesi dall'apartheid. Le due nazioni si separarono definitivamente dall'università lesothiana negli anni ottanta.  Da allora c'è stata una crescita costante dell'istituto, che ha spesso riscontrato problemi di gestione a causa dell'amministrazione delle aree crescenti.

## Struttura[2]
L'Università Nazionale del Lesotho si fonda sulle seguenti facoltà:
- Agricoltura
- Formazione scolastica
- Legge
- Scienze della salute
- Scienze e tecnologia
- Scienze sociali
- Scienze umanistiche

## Affiliazioni[1]
L'Università Nazionale del Lesotho è affiliata alle seguenti associazioni:
- Associazione delle Università Africane (AAU)
- Associazione delle università del Commonwealth (ACU)
- Associazione delle università dell'Africa orientale e meridionale (AESAU)
- Associazione delle università regionali dell'Africa meridionale (SARUA)
- Associazione Internazionale delle Università (IAU)

## Rettori

### Basutoland[1]
- Fiugh Stephenson (1964-1966)

### Lesotho[1]
- Seretse Khama (1967-1970)
- Moshoeshoe II del Lesotho (1971-1974)
- Sobhuza II dello Swaziland (1974-1975)
- Moshoeshoe II del Lesotho (1976-1990)
- Letsie III del Lesotho (1991-)

## Alunni notevoli
- Letsie III del Lesotho, re del Lesotho;
- 'Masenate Mohato Seeiso, regina consorte del Lesotho;
- Nthabiseng Mokoena, archeologa lesothiana;
- Phumzile Mlambo-Ngcuka, vicepresidentessa del Sudafrica durante la presidenza di Thabo Mbeki;
- Sheila Khala, poetessa lesothiana;
- Tito Mboweni, ministro delle finanze del Sudafrica.